# شبيبة غليزان
الشبيبة الرياضية لمدينة غليزان نادي كرة يد جزائري مقره في غليزان تأسس سنة 1948، ينشط حاليا في الدوري الجزائري لكرة اليد. تمكن من تحقيق الصعود إلى الرابطة الممتازة لعام 2023 

## المدربون
- مصطفى بلقرع [4]
- أحمد زايدي.
- لعربي بلخير